# فارياف
فارياف هي قرية صغيرة تقع في منطقة سورات، غوجارات، الهند. تقع فارياف على الضفة اليمنى لنهر تابتي. تمت إضافة فارياف مؤخرًا إلى منطقة مجلس بلدي سورات، وهي الآن إحدى ضواحي سورات الكبرى.

## التاريخ
فارياف هي قرية قديمة ذات أهمية تاريخية في منطقة سورات، والتي كانت مدينة ساحلية رئيسية. نتيجة لذلك، فإن التفاعل الدولي بين الناس في سورات شائع وسافروا للعمل في الأراضي البعيدة وجاء كثير من الأجانب إلى الهند عبر سورات. عرف أهل فارياف على وجه الخصوص بموقفهم المرحب بالمهاجرين. منذ القرن السابع الميلادي، كانت المكان المفضل للهجرة من قبل الزرادشتيين الذين فروا من سقوط الإمبراطورية الساسانية . تم توثيق وصول الزرادشتيين في الهند في قصة سنجان، ويتم توثيق تاريخ الوصول الأول على نحو مختلف فيه على أنه 936 م و 765 م و 716 م. لاحظ آخرون فترة تدريجية للهجرة بين القرنين العاشر والحادي عشر. وبالمثل، تم الترحيب بالعديد من الهجرات التي جاءت من السند إلى سورات. استقر أيضًا التجار وعلماء الدين من تركيا وآسيا الوسطى والشرق الأوسط في سورات والعديد من مسلمي سورات وفارياف يتتبعون أجدادهم لهؤلاء المهاجرين على الرغم من أن العديد من المسلمين قد يكونون أيضًا مجرد أبناء من أبناء الأرض الذين ربما تكون أسرهم قد اعتنقت الإسلام من الهندوسية. يمكن تتبع هذه العائلات المسلمة في فارياف من القرن الثاني عشر على الأقل بتأثير تركيا وآسيا الوسطى، وقد حافظت العديد من عائلات فارياف على تقليد حفظ القرآن الكريم، ووجود حافظ في عائلتهم.

## التضحية بالنساء الفرس في فارياف
هبط البارسيون (الفرس) كلاجئين في سانجان، لكنهم عملوا بجد وازدهروا كزراع وفنانين. أصبحت الكجاراتية هي اللغة الأم للمجتمع، وأصبح الساري الآن الثوب التقليدي للمرأة البارسية. بينما تكيفوا مع الأرض، إلا أنهم ظلوا يحتفظون بدينهم وعاداتهم. بحلول نهاية القرن العاشر، بدأ الفرس في الاستقرار في جميع أنحاء ولاية غوجارات وانتشروا في بهروش و فارياف وكامبي و نافساري و أنكلشوار. وقصة بطولة النساء الفرس من فارياف ما زالت تغنى في (الأغاني الشعبية الغوجاراتية) حتى هذا اليوم.
وقد ازدهر الفرس من خلال عملهم الشاق، والأرض الغنية في ولاية غوجارات التي أنتجت عوائد مثمرة. زرعوا أنواع مختلفة من الزهور وجميع أنواع الحبوب. جعل ازدهارهم راجا راتانبور غيورًا. قرب نهاية القرن الحادي عشر، طالب بضريبة كبيرة من الفرس. رفض الفرس الدفع وأرسل الملك قوات لإنفاذ قانونه. تجمع الفرس، الذين كانوا يحترمون القانون، الآن لمقاومة هذه الضريبة غير العادلة. هزمت قوات الملك واضطرت للتراحع مهزومة.
غضب الملك وبدأ بالتخطيط لتدمير البلدة. لقد عرف من خلال جواسيسه أن رجال المجتمع كانوا سيذهبون إلى مكان بعيد (مهرجان موسمي وعيد) في قرية تينا قرب سورات. سيكون جميع الرجال البالغين مشغولين بحضور الاحتفالات وسيكون من السهل الاستيلاء على البلدة وتدميرها.
عندما تجمعت القوات خارج القرية، قررت نساء قرية فارياف الشجاعات أنهن لا يمكنهن التخلي عن بيوتهن وحقولهن دون قتال. واحدة من النساء لديها خطة. وسرعان ما جمعت كل النساء وأقنعتهن بارتداء ملابس ودروع رجالهن. أخفوا شعرهم الطويل تحت الخوذات المعدنية للرجال. عندما هاجمت قوات الملك فارياف فوجئوا بإيجاد جيش كبير من الرجال يواجههم عبر الحقول. كانت المعركة طويلة وعنيفة، وقد بدأت النساء في مطاردة قوات راتانبور خارج أراضيهم، عندما حصلت ضربة قوبة لخوذة امرأة فسقطت الخوذة على الأرض.
من تحت الخوذة ظهر شعر المرأة الطويل. رأى الجنود الهاربون أن النساء كن يقاتلن، فارتفعت الصيحات بأن لا تهزموا من النساء. عاود الجنود قتالهم بضراوة. تعبت النساء وفقدن الأمل في النصر. قررن أنهن لن يستسلمن أبدًا للظلم وتسابقن عبر الحقول إلى نهر تابتي. لقد ألقين أنفسهن في النهر وغرقن، مفضلات الموت على العار.
انتهى المهرجان، وعاد الرجال ليلا من تينا. كان جيش راجا راتانبور ينتظر في كمين وعندما عاد الرجال إلى منازلهم من العيد تم التغلب عليهم بسرعة وذبحوا، لم يرحم الجنود حتى أطفال القرية وبحلول صباح اليوم التالي تم تدمير بلدة فارياف المزدهرة بالكامل.
حتى اليوم، يتم تذكر شجاعة النساء في فارياف في صلاة خاصة أقيمت في ذكراهم في معابد النار في نافساري.

## التركيبة السكانية والهجرة
فارياف هي موطن لمجموعة مختلطة من المسلمين السنة والبهرة السنة، البارسيون، ومختلف الطبقات الهندوسية .
سورات كونها مدينة ساحلية رئيسية، منذ وقت مبكر، كانت سكان فارياف مهتمين بالبحر ومهتمين بالتجارة وسافروا إلى الدولالأجنبية، للقيام برحلات بحرية طويلة. العديد من الأجانب الذين أتوا إلى سورات استوعبوا واستقر بعضهم في فارياف. غادر الناس أيضًا فارياف في أوائل القرن التاسع عشر ليستقروا في بورما ، حيث أسسوا العديد من الشركات وكانوا رواد أعمال رائعين ؛ أصبح عدد منهم مستشارين لحكام بورما وساهم بشكل كبير في التنمية الاقتصادية لبورما. كانت قبائل باواس، مادهاس، موني، باجيا، مابارا، غلام محمد من بين أول القبائل المسلمة في فارياف التي هاجرت من فارياف إلى بورما رغم الحفاظ على روابطها مع فارياف. ومع ذلك، هاجر الكثيرون إلى باكستان بسبب تقسيم الهند وباكستان.
واحدة من أغنى قبائل فارياف كانت قبيلة "موني"، التي تشتهر بفطنة الأعمال التجارية، والعمل الخيري، والخدمة العامة والعمل الخيري. قام السيد إبراهيم موني بتأسيس العديد من التبرعات والإحسان في القرن التاسع عشر والتي تبرعت بها في سورات وبورما وماليزيا والسعودية في القرن التاسع عشر وما زالت هذه الصناديق تعمل. لكونه من بين أغنى رجال بورما ، قدم هو وابنه سيارة موني لينكولن كونتيننتال إلى ملكة إنجلترا وأمير تايلاند (الإمبراطور لاحقًا) لتايلند خلال زيارتهما لبورما وإلى شخصيات أخرى تزور سورات. ثم جاءت الهجرة إلى إنجلترا من الخمسينيات إلى السبعينيات، ثم غادر عدد منها إلى كندا خاصةً خلال الفترة من السبعينيات إلى التسعينيات. وبالمثل بالنسبة للولايات المتحدة الأمريكية، هاجر عدد كبير من أهل فارياف إلى العديد من البلدان الأخرى. هم الآن في المملكة المتحدة والولايات المتحدة الأمريكية وكندا وبورما واستراليا ونيوزيلندا وباكستان وبنغلاديش والمملكة العربية السعودية والإمارات العربية المتحدة وفرنسا وجنوب أفريقيا وغيرها، ويعملون في مختلف المهن.
على الرغم من حقيقة أن فارياف ليست سوى قرية صغيرة، فقد قدم سكانها مساهمات قيمة في المجتمعات في جميع أنحاء العالم. لقد كان سكان فارياف دائمًا من المحسنين العظماء وأنشأوا العديد من الأوقاف أو المؤسسات الدينية لمساعدة أفراد المجتمع الفقراء والمحتاجين والمحرومين والمؤسفين، خاصة في بورما وفي فارياف نفسها.
أكبر عدد من سكان فارياف خارج الهند في المملكة المتحدة وباكستان

## وسائل الراحة
لدى فارياف خزان مياه الشرب الخاص بها من عام 1903 ميلادي أنشأه إبراهيم مدحاء. تم استيراد الآلات الفعلية من بلجيكا.
فيما يتعلق بالمؤسسات الدينية، توجد أربعة مساجد ومدرسة اسلامية واحدة ومعبد جيني كبير، بالإضافة إلى العديد من المعابد الهندوسية. تشمل المرافق العامة الأخرى مدرستين تديرهما الحكومة ومكتبة. وهناك أيضاً مكتبة فارياف محفل نور الإسلام وهي ثاني أقدم مكتبة في غوجارات. تدار المكتبة من قبل السنة البوهرة في فارياف. تقع مكتبة فارياف على ضفة نهر تابي ، وتتمتع بأفضل منظر على كلا الجانبين.